# Estádio Kleber Andrade
O Estádio Estadual Kleber José de Andrade, ou simplesmente Kleber Andrade, é um estádio de futebol brasileiro localizado em Cariacica, na Região Metropolitana da Grande Vitória. Inaugurado em 1983 pelo seu antigo dono, o Rio Branco Atlético Clube, pertence ao Governo do Estado desde 2008. Mesmo Cariacica não sendo sede da Copa do Mundo de 2014, o estádio passou por uma ampla reforma, sendo utilizado como local de treinamento para a seleção de Camarões durante o Mundial. Sua nova capacidade é de aproximadamente 21 mil pessoas.

## História

### Rio Branco
O estádio original foi construído pelo Rio Branco Atlético Clube, que era dono do Estádio Governador Bley em Jucutuquara, Vitória. Após a venda do Governador Bley à Escola Técnica Federal do Espírito Santo (atual Instituto Federal do Espírito Santo) em 1972, o Rio Branco adquiriu um terreno numa área até então isolada do bairro de Campo Grande em Cariacica.
Homenageando o ex-presidente Kleber José de Andrade, um dos maiores entusiastas do projeto do novo estádio, sua inauguração parcial foi no ano de 1983, em um amistoso entre Rio Branco e Guarapari. O projeto original previa capacidade para 80 mil espectadores, o que tornaria o Kleber Andrade o terceiro maior estádio particular do país, atrás apenas do Morumbi, em São Paulo/SP e do Beira-Rio, em Porto Alegre/RS, mas devido a problemas financeiros, o clube jamais conseguiu concluir as obras.
O maior público registrado foi em uma partida entre o Rio Branco e o Vasco da Gama-RJ, válida pelo Campeonato Brasileiro da Série A de 1986 e vencida pelo time capixaba por 1 a 0, com 32.328 pagantes e público presente estimado extraoficialmente em mais de 50 mil pessoas.

### Estádio Estadual

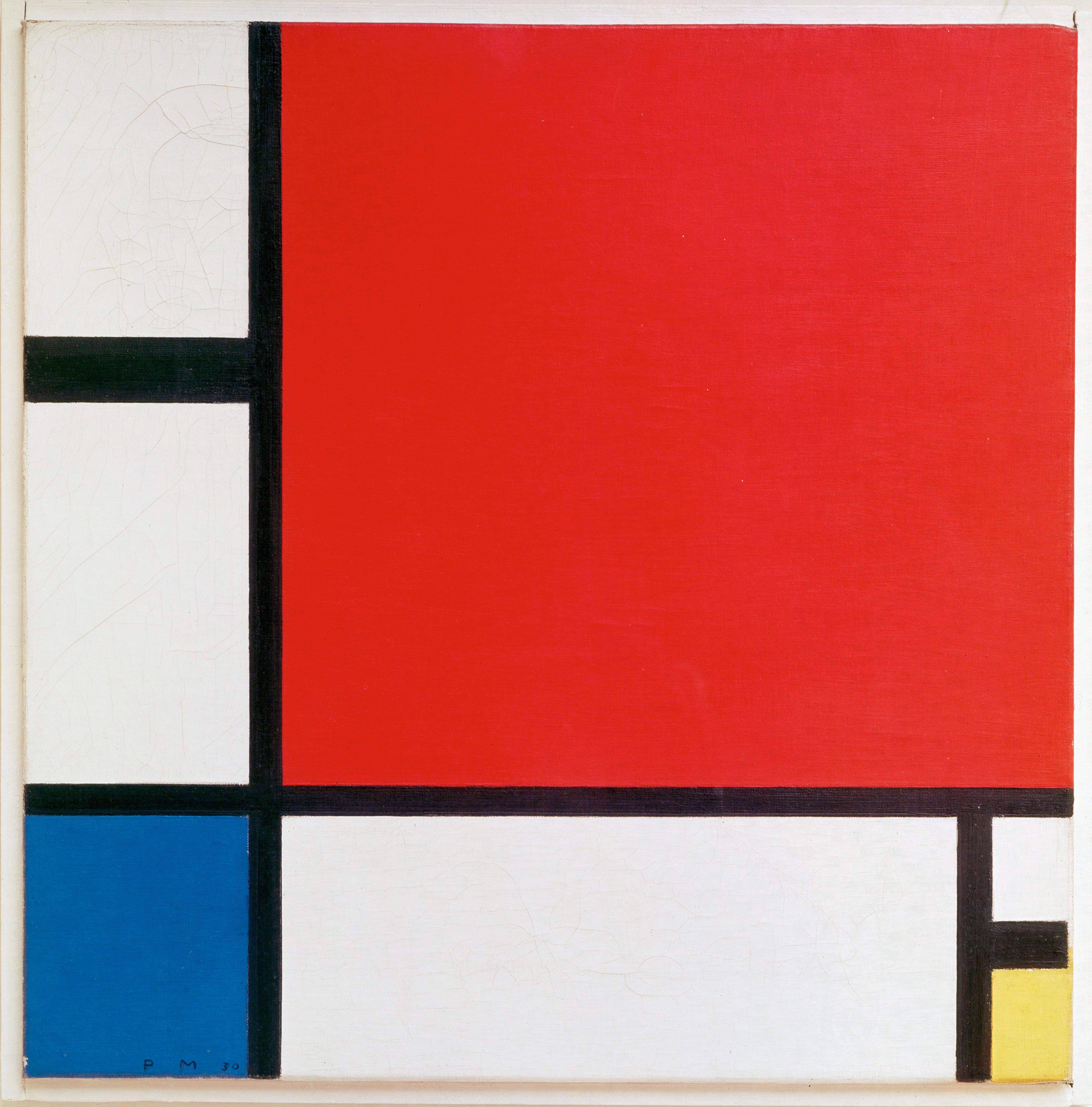
As arquibancadas do estádio foram inspiradas em obras de Piet Mondrian, como Composition II in Red, Blue, and Yellow.

Em 2008, o estádio foi vendido por aproximadamente 7 milhões de reais para o governo do Estado do Espírito Santo, devido ao grande número de dívidas do clube e à impossibilidade do mesmo em administrá-lo. O Governo do Estado publicou, na edição de 25 de fevereiro de 2010 do Diário Oficial do Estado (DOE), o nome da empresa vencedora do processo de licitação para construção e reforma do novo Estádio Estadual Kleber Andrade. Depois de um longo processo, acompanhado pela Secretaria de Estado de Esportes e Lazer (Sesport) e pelo Instituto de Obras Públicas do Espírito Santo (Iopes), a Blokos Engenharia Ltda. venceu a concorrência. As obras do estádio Kleber Andrade começaram no dia 6 de março de 2010 e foram entregues em junho de 2014.
O projeto do governo do Estado, previa a capacidade para 22.800 pessoas devidamente sentadas, podendo ser ampliada para 44 mil, mas o estádio acabou recebendo 21.152 lugares, divididos em duas arquibancadas frontais. O Kleber Andrade pode receber shows diversos e conta com pista de atletismo, cinco quadras poliesportivas, rampas circulares para deficientes, duas lanchonetes, refletores e claraboias para utilização da luz natural e na entrada principal um prédio de dois pavimentos onde ficam as bilheterias e um centro de convivência social voltado à comunidade. As arquibancadas do estádio foram inspiradas nas obras do artista holândes Piet Mondrian.

### Reinauguração
O estádio foi reinaugurado em 3 de junho de 2014 com uma programação de cinco jogos entre times de operários do estádio e de servidores públicos, além do jogo principal, Rio Branco contra Seleção Capixaba, que teve a presença do técnico Vanderlei Luxemburgo, que conquistou seu primeiro título profissional como treinador pelo Rio Branco em 1983.
O estádio serviu como centro de treinamento para a Seleção Camaronesa de Futebol antes e durante a Copa do Mundo FIFA 2014. Em 10 de junho, os camaroneses realizaram um treino aberto no estádio.
Em 23 de agosto, aconteceu a primeira partida oficial do novo Kleber Andrade, entre Rio Branco e São Mateus, válida pela Copa Espírito Santo de 2014, que terminou com o placar de 3 a 1 para o ex-dono do estádio.
Em 2015, foi disputado no estádio um amistoso entre a Seleção Brasileira Olímpica e a Seleção Paraguaia Olímpica, jogo vencido pela Seleção Brasileira por 4 a 1, com público oficial de 16 mil pagantes.
A vitória do Vasco da Gama por 2 a 1 sobre o Volta Redonda no dia 24 de fevereiro de 2024, em jogo válido pela 10.ª rodada do Campeonato Carioca, registrou o maior público do Kleber Andrade desde a reinauguração do estádio em 2014. Ao todo, 21.255 pessoas acompanharam a vitória do Vasco em Cariacica, deixando para trás os 21.000 que compareceram ao jogo Flamengo 1 x 0 Internacional (Brasileirão 2016), que era até então o maior público registrado no estádio.

### Copa do Mundo Sub-17 de 2019
Em junho de 2019, o estádio é definido como uma das sedes da Copa do Mundo FIFA Sub-17 de 2019 a ser disputada entre 22 de outubro e 17 de novembro.

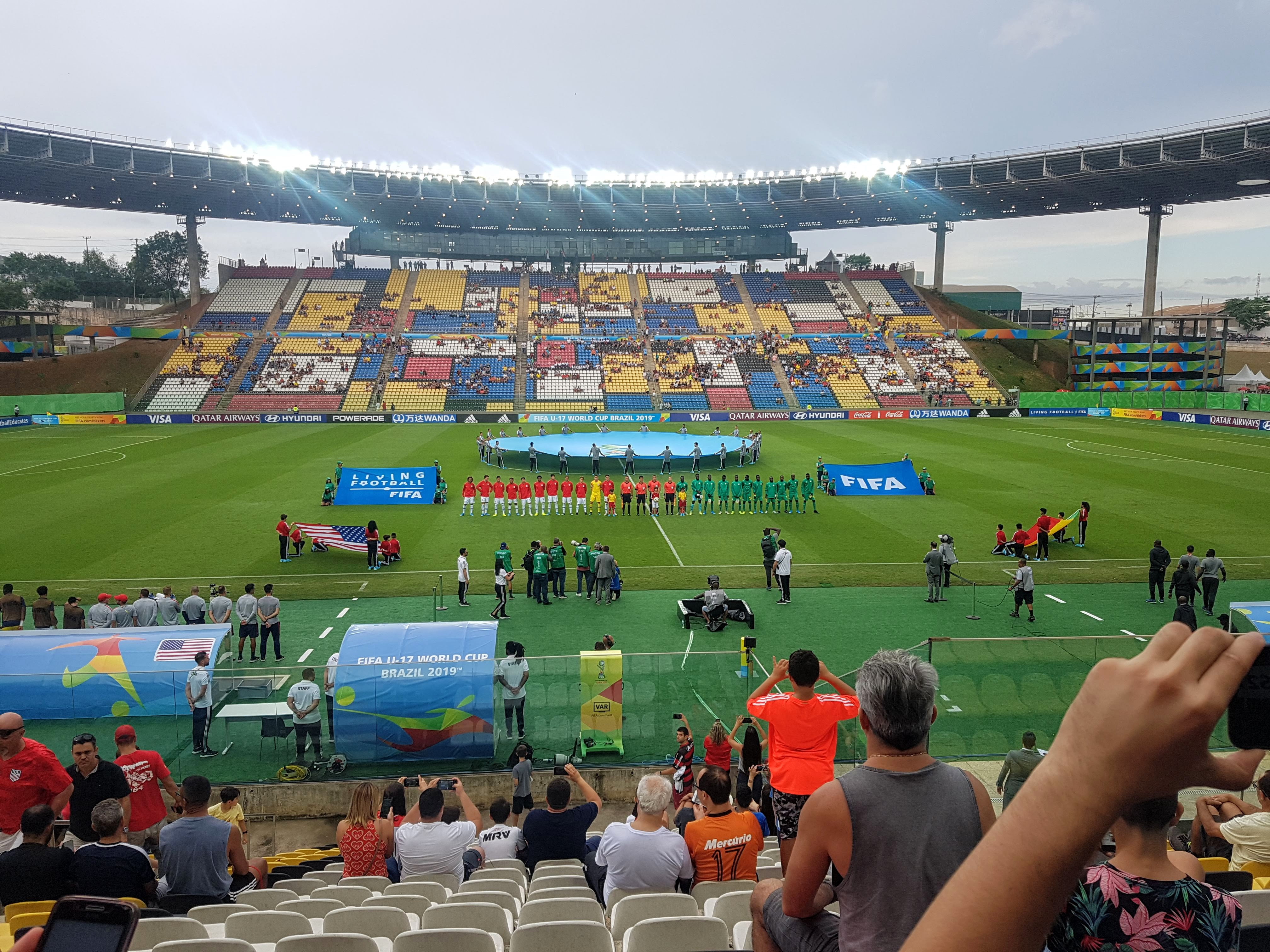
Estados Unidos e Senegal durante a Copa do Mundo FIFA Sub-17 de 2019.

Em 27 de outubro, o estádio sedia seus primeiros jogos na competição com rodada dupla. No primeiro jogo a Seleção de Senegal goleia a Seleção Americana por 4 a 1. No segundo jogo também válido pelo Grupo D, a Seleção Japonesa derrota a Seleção Neerlandesa por 3 a 0. O estádio recebeu na primeira fase doze jogos com uma média de 4.138 torcedores por jogo, melhor média dentre os quatro estádios da competição. Sete dos dez melhores públicos do torneio, em toda a primeira fase, foram registrados no estádio. As exceções são os jogos do Brasil, que ajudaram a aumentar a média das outras sedes.

## Maiores públicos

### Após a reconstrução
| Nº | Público presente | Mandante      | Placar | Visitante            | Rodada      | Competição                                  | Ref.   |
| -- | ---------------- | ------------- | ------ | -------------------- | ----------- | ------------------------------------------- | ------ |
| 1  | 21.626           | Vasco da Gama | 2 x 2  | Volta Redonda        | 7.ª rodada  | Campeonato Carioca - Taça Guanabara de 2025 | [ 15 ] |
| 2  | 21.255           | Vasco da Gama | 2 x 1  | Volta Redonda        | 10.ª rodada | Campeonato Carioca - Taça Guanabara de 2024 | [ 3 ]  |
| 3  | 21.000           | Flamengo      | 1 x 0  | Internacional        | 12.ª rodada | Campeonato Brasileiro de 2016               | [ 3 ]  |
| 4  | 20.670           | Flamengo      | 0 x 3  | Athletico Paranaense | 23.ª rodada | Campeonato Brasileiro de 2023               | [ 3 ]  |
| 5  | 19.600           | Vasco da Gama | 1 x 2  | Volta Redonda        | 5.ª rodada  | Campeonato Carioca - Taça Guanabara de 2023 | [ 3 ]  |

### No antigo Kleber Andrade
Considera-se apenas o público pagante -  Os três maiores públicos
| Nº | Público | Mandante      | Placar | Visitante        | Data                   | Competição                               | Ref.   |
| -- | ------- | ------------- | ------ | ---------------- | ---------------------- | ---------------------------------------- | ------ |
| 1  | 32.328  | Rio Branco-ES | 1 x 0  | Vasco da Gama    | 21 de setembro de 1986 | Campeonato Brasileiro - Série A, Grupo C | [ 16 ] |
| 2  | 21.700  | Flamengo      | 0 x 2  | Cruzeiro         | 8 de outubro de 1995   | Campeonato Brasileiro - Série A, Grupo A | [ 17 ] |
| 3  | 20.753  | Rio Branco-ES | 2 x 1  | Estrela do Norte | 24 de novembro de 1985 | Campeonato Capixaba                      |        |

## Eventos
- O primeiro show realizado no estádio foi o de Paul McCartney, que se apresentou no dia 10 de novembro de 2014 para um público de 33 mil pessoas.[18][19] Esta foi a primeira vez que McCartney se apresentou no Estado.
- Nos dias 25 e 26 de julho de 2015, o estádio sediou a primeira Festa dos Caminhoneiros de Cariacica, com apresentação da dupla sertaneja Rony & Ricy.[20]

## Galeria

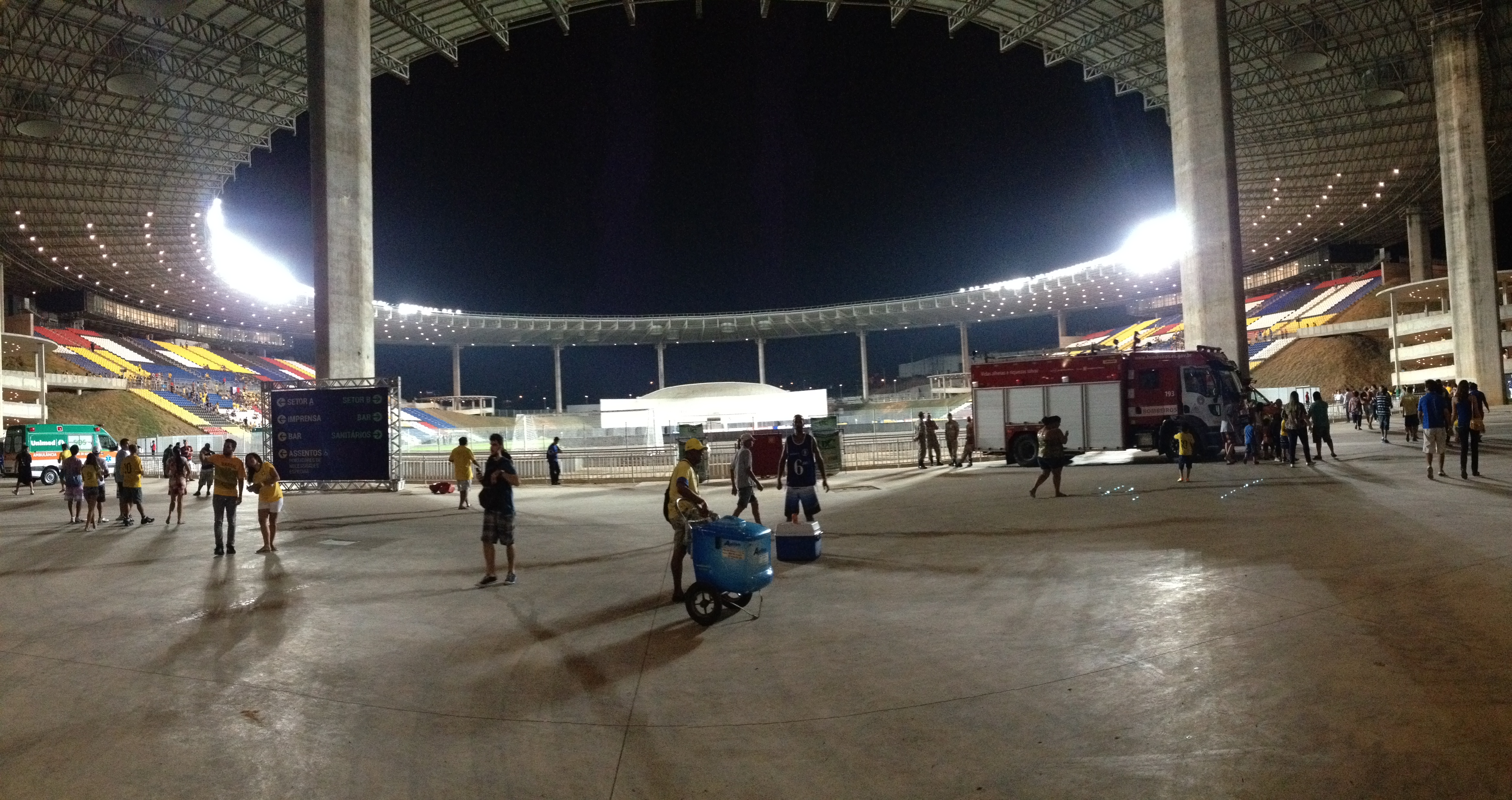
Panorama do estádio após a reforma, em 2015.
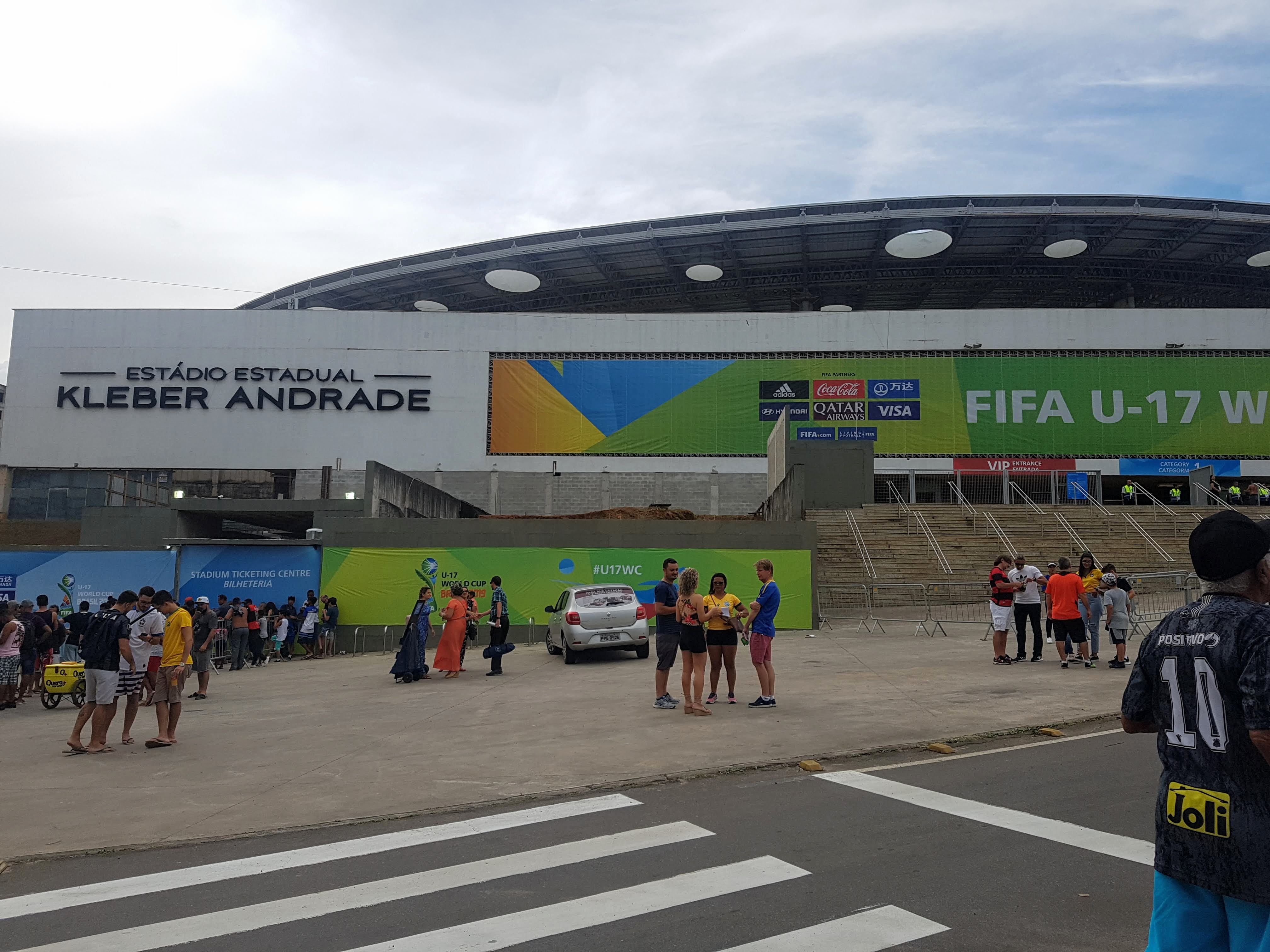
Fachada do Estádio Kléber Andrade, em 2019.
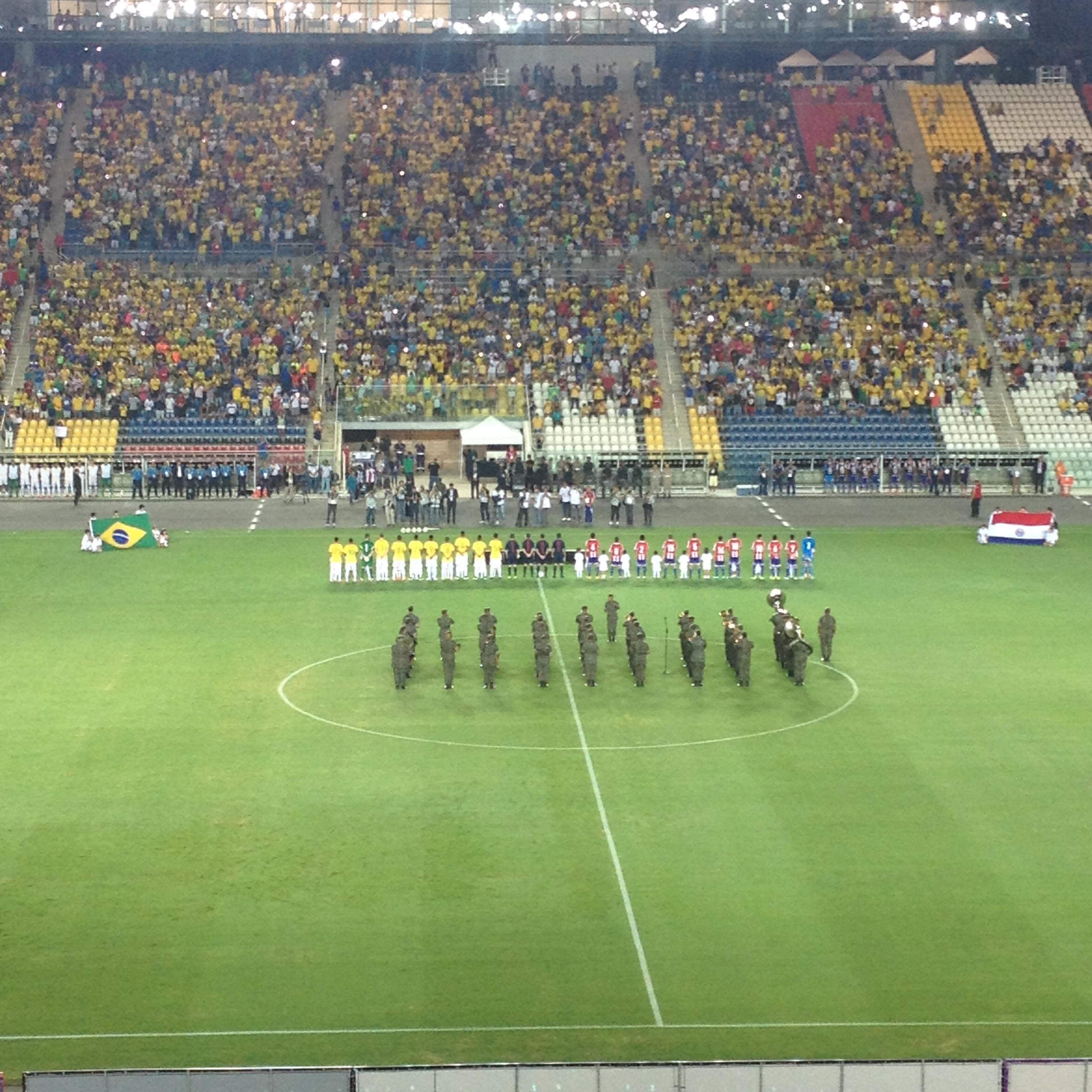
Jogo entre Seleção Brasileira Olímpica x Seleção Paraguaia Olímpica, em 2015.
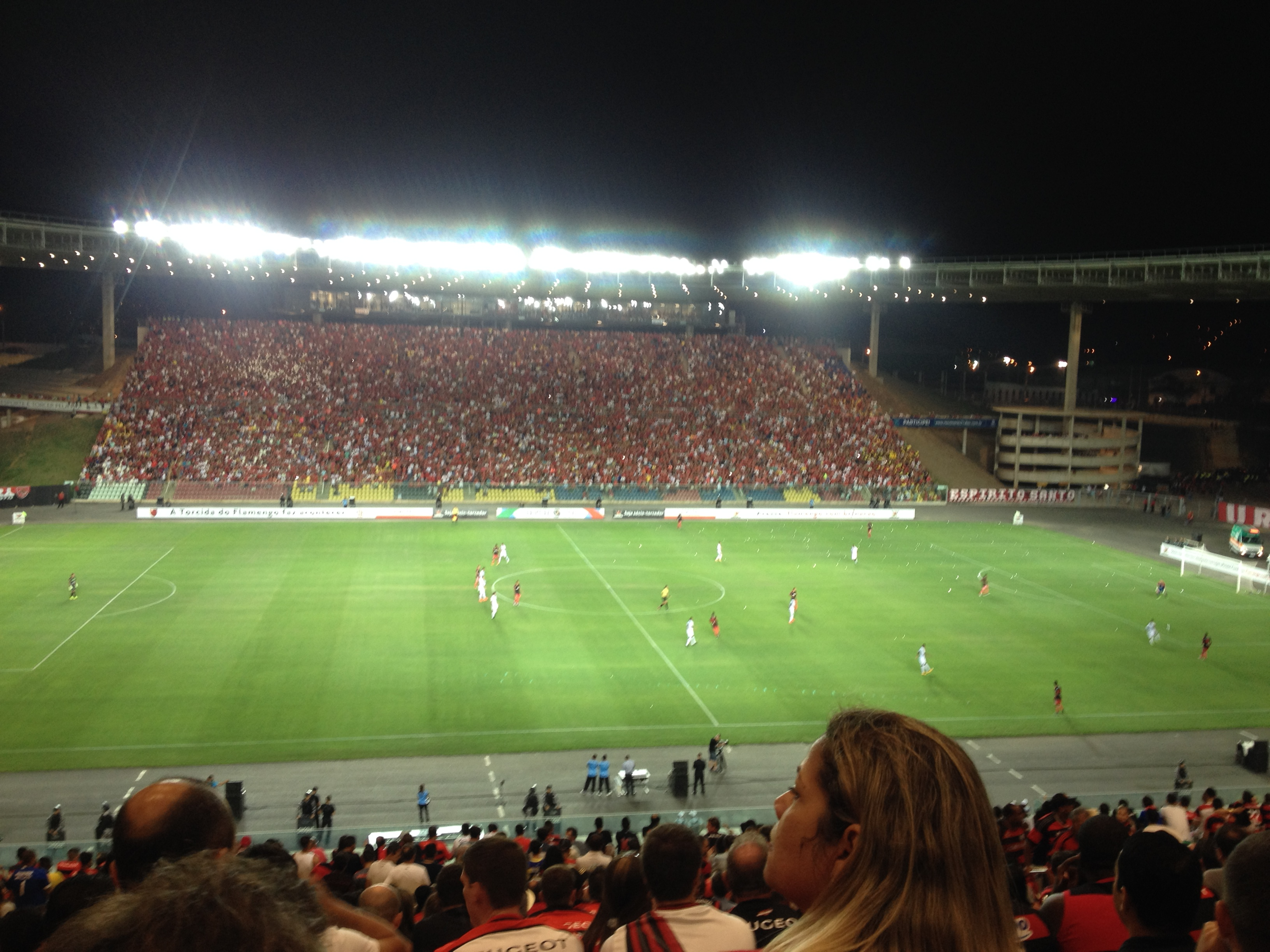
Jogo entre Flamengo e América Mineiro pela Primeira Liga, em 2016.